# Flávio Carvalho
Flavio Enrique De carvalho (Brasil, Sao Paulo, Brasil; 26 de agosto de 1985) es un futbolista brasileño. Juega de delantero y actualmente juega en el Batatais F. C.

## Trayectoria
Debutó en 2010 con el Rio Claro, ha estado en la nómina de equipos tradicionales de Sao Paulo como Guarani de Campinas con el que consiguió el ascenso al Campeonato Paulista en 2011 y donde obtuvo gran regularidad jugando varios partidos y anotando goles, también jugó con Botafogo de Ribeirão Preto y otros clubes del ascenso estadual, desde la temporada 2013 reforzara al América de Cali en el ascenso de Colombia, junto con sus compatriotas Wander Luiz y Júnior Paraíba.

## Clubes
| Club                          | País     | Año             | Part. | Goles |
| ----------------------------- | -------- | --------------- | ----- | ----- |
| Rio Claro                     | Brasil   | 2010            | 3     | 0     |
| Uberaba Sport Club            | Brasil   | 2010            | 4     | 1     |
| Guarani                       | Brasil   | 2011            | 11    | 3     |
| Campinense Clube              | Brasil   | 2011            | 2     | 0     |
| SC Santa Cruz                 | Brasil   | 2011            | 2     | 0     |
| Ferroviária                   | Brasil   | 2012            | 1     | 0     |
| AA Internacional de Bebedouro | Brasil   | 2012            | 9     | 2     |
| XV de Piracicaba              | Brasil   | 2012            |       |       |
| América de Cali               | Colombia | 2013            | 16    | 5     |
| Uniautónoma F. C.             | Colombia | 2013            | 11    | 2     |
| Batatais F. C.                | Brasil   | 2014 - Presente | 8     | 2     |